# ジオラマ (曲)
「ジオラマ」は、日本のロックバンドムックの22枚目のシングル。

## 概要
- 2009年12月25日にムックとしては初となる配信限定という形でリリースされた曲。
- 歌詞カードとジャケットはムックの公式ホームページから無料でダウンロードできる仕様。その後ホームページがリニューアルされたが、過去のサイトをアーカイブ化したページからもダウンロードできる[1]。

## 収録曲
1. ジオラマ
作詞・作曲：ミヤ
  - 電子音を使わず生音だけで表現している冬バラード。久し振りにフォーク色が強い楽曲となっている。[2]